# Knightsbridge

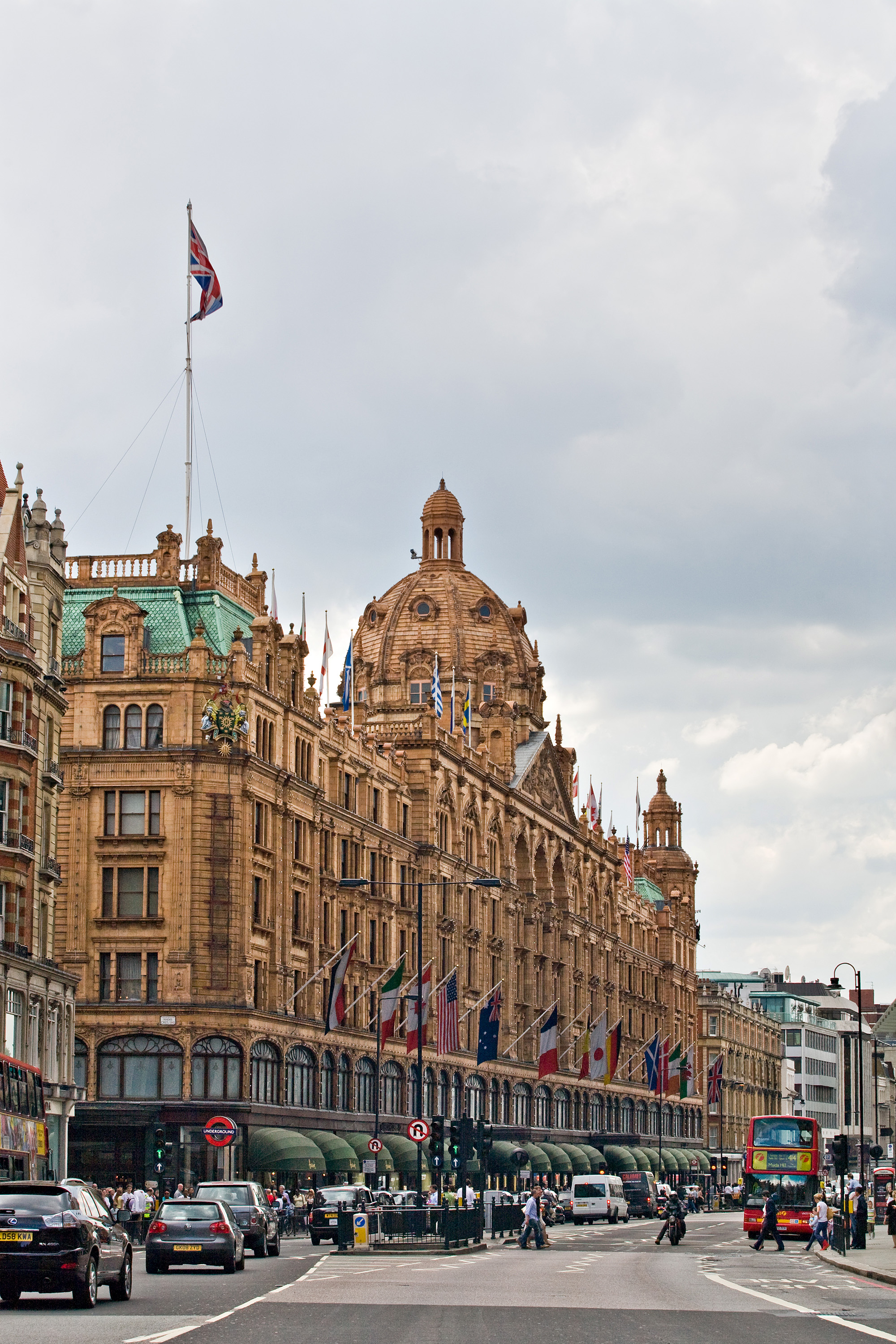
Harrods na Brompton Road, em Knightsbridge

Knightsbridge  é um distrito na Cidade de Westminster, na Região de Londres, na Inglaterra, e em parte no borough de Kensington e Chelsea. A rua acompanha a margem sul do Hyde Park a oeste de Hyde Park Corner. Knightsbridge é a continuação da Kensington Road e se estende até o ponto em que a rua começa a se chamar Piccadilly.
O distrito de mesmo nome compreende as áreas do entorno da rua Knighsbridge e se caracteriza por ser uma zona afluente, com residências, hotéis de luxo e comércio voltado para as classes mais ricas. Entre as lojas de Knighsbridge se destacam a Harrods e a Harvey Nichols.